# Distretto di San Fernando
Il distretto di San Fernando è uno dei nove distretti  della provincia di Rioja, in Perù. Si trova nella regione di San Martín e si estende su una superficie di 63,53 chilometri quadrati.

Istituito il 26 dicembre 1984, ha per capitale la città di San Fernando; al censimento 2005 contava 4.127 abitanti.